# Syrisca patagonica
Espèce
Synonymes
- Liocranum patagonicum Boeris, 1889

Syrisca patagonica est une espèce d'araignées aranéomorphes de la famille des Miturgidae.

## Distribution
Cette espèce est endémique d'Argentine.

## Étymologie
Son nom d'espèce lui a été donné en référence au lieu de sa découverte, la Patagonie.

## Publication originale
- Boeris, 1889 : Aracnidi raccolti nel Sud America dal Dott. Vincenzo Ragazzi. Atti della Societa dei Naturalisti di Modena, vol. 8, p. 123-135.